# Justicia aconitiflora
Justicia aconitiflora är en akantusväxtart som först beskrevs av Adrianus Dirk Jacob Meeuse, och fick sitt nu gällande namn av Cubey. Justicia aconitiflora ingår i släktet Justicia och familjen akantusväxter. Inga underarter finns listade i Catalogue of Life.